# Cartaz

Cartaz de recrutamento do exército americano mostrando o "Tio Sam" (1916).

Cartaz (também chamado póster (português europeu) ou pôster (português brasileiro)) é um suporte, normalmente em papel, afixado de forma que seja visível em locais públicos. Sua função principal é a de divulgar uma informação visualmente, mas também tem sido apreciada como uma peça de valor estético. Além da sua importância como meio de publicidade e de informação visual, o cartaz possui um valor histórico como meio de divulgação em importantes movimentos de caráter político ou artístico. Os problemas estruturais e formais são resolvidos pelo projeto de design gráfico.
O pôster também pode ter um significado diferente de cartaz, no sentido de que a palavra, no Brasil é usada quando nos referimos a peças mais "artísticas" ou de decoração de ambientes (como pôsteres de bandas, artistas, carros). O cartaz é mais específico para designar o meio de comunicação criado a partir das folhas colocadas em espaços públicos, visando Propaganda (como um cartaz de um político), Publicidade (como um cartaz de uma festa) ou simplesmente a comunicação.
Resumidamente, o pôster tem valor estético e o cartaz valor funcional, pela informação que quer transmitir. Um cartaz pego da rua e colado no quarto de uma pessoa, deixa de ser cartaz e pode ser considerado pôster, pois sua função principal, naquele quarto, não é mais informar sobre determinado assunto, mas decorar o ambiente.

## História

### Século XX
No século XX, o cartaz teve um papel importante no design moderno. O design russo foi influente na evolução do cartaz europeu moderno e na escola de design alemã, a Bauhaus. O cartaz russo se caracterizou pelo envolvimento com as vanguardas artísticas e a propaganda do governo soviético.
Os cartazes construtivistas do designer El Lissitzky são bons exemplos das mudanças estéticas da época, com o uso de formas geométricas, cores puras (como o vermelho e o preto), tipografia sem serifa e de montagens fotográficas.
Das vanguardas europeias à desconstrução pós-modernista, o cartaz manteve uma renovação constante, sobrevivendo ao surgimento de novas mídias, como a televisão no pós-guerra.

### Pôsteres russos
A propaganda russa destacou-se de forma exuberante no século XX, principalmente após a revolução de 1917, quando o sistema socialista foi implantado e o pôster de propaganda em massa começou a ser utilizado em larga escala pela agência de propaganda e difusão ideológica da União Soviética.
Na propaganda, observam-se correntes artísticas diversas. O presente construtivismo é uma delas, apesar de algumas serem quase surreais ou meramente ilustrativas e diretas.
É possível observar com clareza a mudança de traços, temas e ideias de um período para o outro: a simples propaganda leninista destinada a uma população ignorante e emergente, a stalinista dos planos econômicos, a stalinista de guerra, as de apelo pacifista de Khrushchov, às da cruzada pela reafirmação ideológica da era Brejnev, e por fim, o período com uma das maiores produções, a de reformas e liberdade, da era Gorbachev.

### Pôsteres do Estado Novo, Portugal
Em 1935, é editado o cartaz "Portugal não é um país pequeno". Em 1938, são editados sete cartazes sob o título "A Lição de Salazar", assinalando os dez anos de governo de Salazar. Os cartazes destinavam-se a ser distribuídos pelas escolas de Portugal e colónias.

## Cartazista
Cartazista é o profissional que confecciona cartazes, faixas, banners e demais materiais de comunicação visual para os pontos de venda.
Embora seja um tanto desconhecida pela população em geral, esta é uma profissão que exige uma série de técnicas de caligrafia, que são adquiridas através de cursos especializados ou através de passagem de conhecimento de cartazistas mais experientes aos novos profissionais.
Este cargo é mais utilizado em supermercados que, por sofrerem trocas de preços mais frequentes, necessitam de um maior volume de sinalização de ofertas e promoções. Porém, também é possível encontrar cartazista em lojas de material de construção, lojas de móveis e demais setores do varejo que necessitam sinalizar os produtos em destaque.

## Colecionadores
Existe uma comunidade que coleciona pôsteres raros ou antigos, análogos aos colecionadores de arte. As categorias populares incluem Belle Époque, filmes, guerra e propaganda e viagens. Devido ao seu baixo custo, o número de cartazes falsificados é relativamente baixo em comparação com outros meios. A International Vintage Poster Dealers Association (IVPDA) mantém uma lista de respeitáveis revendedores de pôsteres. Artistas de pôsteres colecionáveis incluem Jules Chéret, Henri de Toulouse-Lautrec, Alphonse Mucha e Théophile Steinlen.

## Impressão
Muitas técnicas de impressão são usadas para produzir cartazes. Embora a maioria dos pôsteres seja produzida em massa, os pôsteres também podem ser impressos à mão ou em edições limitadas. A maioria dos pôsteres é impressa em um lado e deixada em branco no verso, para melhor afixação em uma parede ou outra superfície. Os pôsteres em tamanho pin-up geralmente são impressos em papel Silk padrão A3 em cores. Após a compra, a maioria dos pôsteres disponíveis comercialmente geralmente são enrolados em um tubo cilíndrico para permitir o transporte sem danos. Os pôsteres enrolados podem ser achatados sob pressão por várias horas para recuperar sua forma original.
É possível usar o software de criação de pôsteres para imprimir pôsteres grandes em impressoras domésticas ou de escritório comuns.